# ジュール・アルドゥアン＝マンサール
ジュール・アルドゥアン＝マンサール（Jules Hardouin-Mansart,1646年4月16日 - 1708年5月11日）は、フランスの建築家。フランソワ・マンサールの兄弟の孫。ルイ14世の首席建築家になった人物である。フランスの後期バロック建築の第一人者の一人であり、ルイ14世の権力と栄光を表す数々の建築物を手がけた。

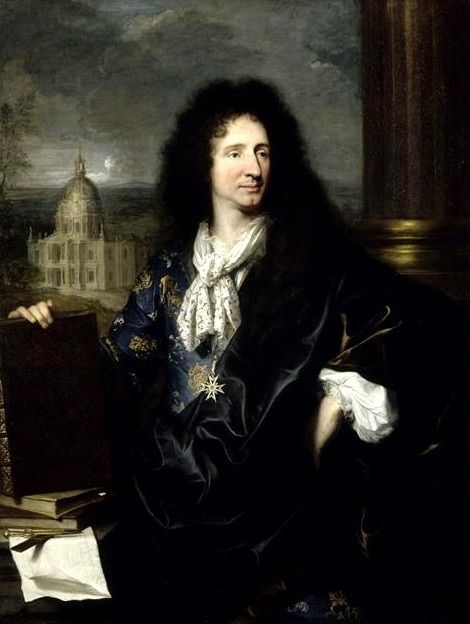
ジュール・アルドゥアン＝マンサール

ジュールはオテル・デ・ザンヴァリッドを設計したリベラル・ブリュアンと、大おじのフランソワ・マンサールに師事したのち、サン＝ジェルマン＝アン＝レー城の拡張を皮切りにルイ14世の愛人のモンテスパン公爵夫人の城を設計したことで王の評価を勝ち取った。
こうして、1675年から王室建築家になり、ヴェルサイユ宮殿の造営に携わるが、より多くをル・ヴォーに負ったとされる。ヴェルサイユ官の鏡の間においては、ル・ヴォーの基本的構成をアルドゥアンとルブランが完成にいたる際、アルドゥアンは有能、迅速かつ適応性があったため、宮廷の芸術的要請を完全に理解し、官僚建築家として頭角を現わしたという。
1681年に王の首席建築家に、1699年に王家の建物の総監に任ぜられた。
こうした出世街道は、人々のねたみを喚起し、サン・シモンは、ジュールが彼の任事すべてを自分のものとするために従順な建築家を代作者として置いたかどで告発したという。この意味では、ジュールはランエロンスやビェール・ル・ポートルといった才能ある助手に恵まれ確かに幸運であったというが、しかし彼自身、真の才能を備え、王の背景として要求される光と視覚上のドラマチックに演出する鮮やかな感覚を有していたことも事実としてあり、事実アカデミー出身のジュールの洗練されたスタイルは後期バロックを方向付け、その影響は遠くサンクトペテルブルクやイスタンブールにも及ぶほどである。一方で、彼のスタッフが大所帯であったことから、自身が直接関わったデザインは少ないのではないかという意見もある。
1670年以降ヴェルサイユの大増築に携わったが、この増築は外観としては災難で、ル・ヴォ一による庭園側ファサードの中央テラスにはめ込みをし、その長さを3倍にしたという。オランジェリートリアノン礼拝堂はそれに比べて巧妙に処理されたが、礼拝堂はロベール・ド・コットにより完成された。彼のバロック的傾向はパリのアンヴァリッド教会（1680年）において最高潮に達したがその一方でヴァンドーム広場（1689年）などは、都市計画に対する彼の天分を示している。
1682年に爵位を授けられたが、1699年にサゴヌの土地を130000リーヴルで買うまでは領主になれなかった。
人生の終り間近くの作品、とくに1690年代に彼の指図の下に再装飾をほどこされたヴェルサイユ、トリアノンマーリーの各宮殿の数多くの部屋部屋は、バロックの社歴さからロココへの第一歩を記すより明るくより優美な様式へと変化したと指摘されているほか、ナンシーの大聖堂（1699年 - 1736年）の内部装飾は、フランスにある古典主義的教会のデザイン中もっともすばらしいもののひとつとされている。
最後の仕事、ムードンに建つシャトー・ヌフ（1706年 - 1709年）は外競の広大さを、内部のくつろいだ感じと十分な間取りとに結びつけている。

## 手がけた建築
- パリのサン・ロッシュ教会
- パリ天文台
- 現在のヴァンドーム広場
- パリのロワイヤル橋
- オテル・デ・ザンヴァリッド、とくにサン・ルイ教会（ドーム教会）
- ヴェルサイユ宮殿の庭園に面したファサード、南北の翼、鏡の間、王室礼拝堂、大小の厩舎、新オレンジ温室、大トリアノン宮殿、ノートルダム教会
- サン＝ジェルマン＝アン＝レー城
- マルリー城
- シャンボール城のチャペルの竣工
- ディジョンのブルゴーニュ公の宮殿の修復
- アルルの市役所